# Pagode baiano
Il pagode baiano è un genere musicale nato a Bahia, in Brasile, negli anni 2000. Il Pagodão Beat, o Swingueira, è un filone della pagode baiano che si è adattato all'ascesa della musica elettronica.
Il genere lascia strumenti come il cavaco e il tamburello e inizia ad adottare sintetizzatori e chitarra elettrica, caratteristica dell'electro-axé, mantenendo le percussioni ritmiche della pagode baiano. I testi del genere diventano più audaci della danza, contrariamente alla proposta originale.